# Sesto Quintilio Varo
Sesto Quintilio Varo (... – 453 a.C.) è stato un politico romano del V secolo a.C.

## Consolato
Sesto Quintilio Varo fu eletto console nel 453 a.C. insieme al collega Publio Curiazio Fisto Trigemino.
Mentre si aspetta il ritorno della commissione, formata da Spurio Postumio Albo, Aulo Manlio e Sulpicio Camerino, inviata l'anno prima ad Atene, per trascrivere le leggi di Solone, e quindi poterla studiare e riformare le istituzioni romane, bloccate dal perenne conflitto tra patrizi e plebei, Roma soffrì le conseguenze di una carestia e di una pestilenza, di cui rimase vittima lo stesso console.

### Fonti primarie
- Tito Livio, Ab Urbe condita libri, Libro III.
- Dionigi di Alicarnasso, Antichità romane, Libro X.